# Netjernaht

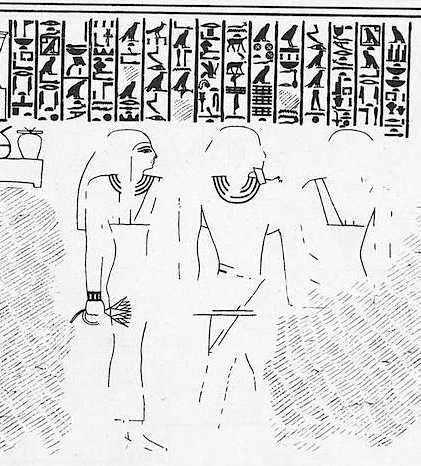
Netjernaht anyja és felesége közt sírjában

Netjernaht (nṯr-nḫt, „Az isten hatalmas”) ókori egyiptomi hivatalnok, aki nagy valószínűséggel a XII. dinasztia idején élt, de ez vitatott. Beni Haszán-i sírjból ismert (BH 23).
Netjernaht különböző címeket visel sírjában: „a keleti sivatag felügyelője”-ként és polgármesterként, valamint „Hórusz, a rehit emberekre lesújtó isten papjainak elöljárójaként” említik. Családja tagjait is ábrázolják vagy említik: anyja Arithotep volt, „Hathor papnője Aritban”, felesége Herib, „Hathor papnője Aritban és minden helyein”. Apját nem említik a sírban. II. Hnumhotep kormányzó a sír egyik feliratán kijelenti, hogy ő építette ezt a sírt „atyja, Netjernaht” számára. Az „atya” jelenthetett nagyapát, dédnagyapát vagy bármilyen őst is, így nem tudni pontosan, milyen családi kapcsolat állt fenn kettejük között, és milyen sorrendben követték egymást a polgármesteri cím, valamint a keleti sivatag felügyelői címének birtokosai. Abdel Ghaffar Shedid szerint Netjernaht II. Hnumhotep közvetlen elődje volt.
| nTr | Z1 | n · xt · x · t |

| nTr | Z1 | n · xt · x · t |

## Fordítás
- Ez a szócikk részben vagy egészben  a   Netjernakht című angol Wikipédia-szócikk ezen változatának fordításán alapul.  Az eredeti cikk szerkesztőit annak laptörténete sorolja fel. Ez a jelzés csupán a megfogalmazás eredetét és a szerzői jogokat jelzi, nem szolgál a cikkben szereplő információk forrásmegjelöléseként.